# نويل كوك
نويل كوك (بالإنجليزية: Noel Cook)‏ هو فنان نيوزيلندي، ولد في 1896 في Foxton, New Zealand ‏ في نيوزيلندا، وتوفي في 1981 في لندن في المملكة المتحدة.